# Cranichis acuminatissima
Cranichis acuminatissima är en orkidéart som beskrevs av Oakes Ames och Charles Schweinfurth. Cranichis acuminatissima ingår i släktet Cranichis, och familjen orkidéer.
Artens utbredningsområde är Costa Rica. Inga underarter finns listade i Catalogue of Life.